# Krošynský selsovět
Krošynský selsovět (bělorusky Крошынскі сельсавет, rusky Крошинский сельсовет) je administrativně-územní jednotka, která se nachází pod správou Baranavického rajónu v Brestské oblasti. Administrativním centrem je obec Krošyn.

## Historie
Dne 26. června 2013 byly k selsovětu (vesnické radě) připojeny sídla zrušeného Pětkavického selsovětu a také část sídel zrušeného Kaŭpěnického selsovětu s obcemi Adachaŭščyna, Hirava, Dubava, Zabroddze, Laŭrynavičy, Jakimavičy.